# عمر بن الوليد بن عبد الملك
عمر بن أمير المؤمنين الوليد بن عبد الملك بن مروان بن الحكم بن أبي العاص بن أمية بن عبد شمس الأموي القرشي الأمير أبو حفص ولي الأردن في خلافة أبيه، أمه كندية من ولد حجر بن عمرو وكان يقال له فحل بني مروان وكان يركب معه من ولده ستون لصلبه ولاه أبوه الوليد الموسم والغزو، حج بالناس سنة ثمان وثمانين، حكى عن عمر بن عبد العزيز روى عنه أبو محروم، وقال ابن عبد ربه في العقد الفريد وكان عمرو من رجالهم، كان له تسعون ولدا، ستون منهم كانوا يركبون معه إذا ركب.

## قالالذهبي
عُمَرُ بْنُ الْوَلِيدِ بْنِ عَبْدِ الْمَلِكِ بْنِ مَرْوَانَ بْنِ الْحَكَمِ. كَانَ لَعَّابًا مُتَنَعِّمًا، وَكَانَ يُقَالُ لَهُ فَحْلُ بَنِي مَرْوَانَ؛ لِأَنَّهُ كان يركب معه ستون ابنًا لصلبه.

## قالابن حزم
كان لعمر بن الوليد ستون ابنا ذكورا؛و من ولده:حفص بن عمر:و إليه ينسب الحفصيون بالأندلس؛و عمر بن الأسعد بن عمر بن الوليد بن عبد الملك، وكان له عقب بجهة لنجش من ريّة وبقرطبة ؛و من ولده:حبيب بن عبد الملك بن عمر بن الوليد، وهو جدّ الحبيبيين الذين بقرطبة ورية، وهم عدد؛و كان لحبيب من الولد:سليمان، والمبارك، وعمر، وأبان، والخيار، والوليد؛و من ولده؛قاضى قرطبة إبراهيم بن العبّاس بن عيسى بن عمر بن الوليد بن عبد الملك؛و أحمد بن عبد الملك بن محمّد بن المبارك بن حبيب بن عبد الملك بن عمر بن الوليد بن عبد الملك بن مروان، محدث؛و محمّد بن سليمان بن حبيب بن عبد الملك بن عمر بن الوليد بن عبد الملك بن مروان، محدث؛و المعروف بزحّون، واسمه بشر بن حبيب بن الوليد بن حبيب بن عبد الملك بن عمر بن الوليد بن عبد الملك، كان شاعرا .

## أولاده

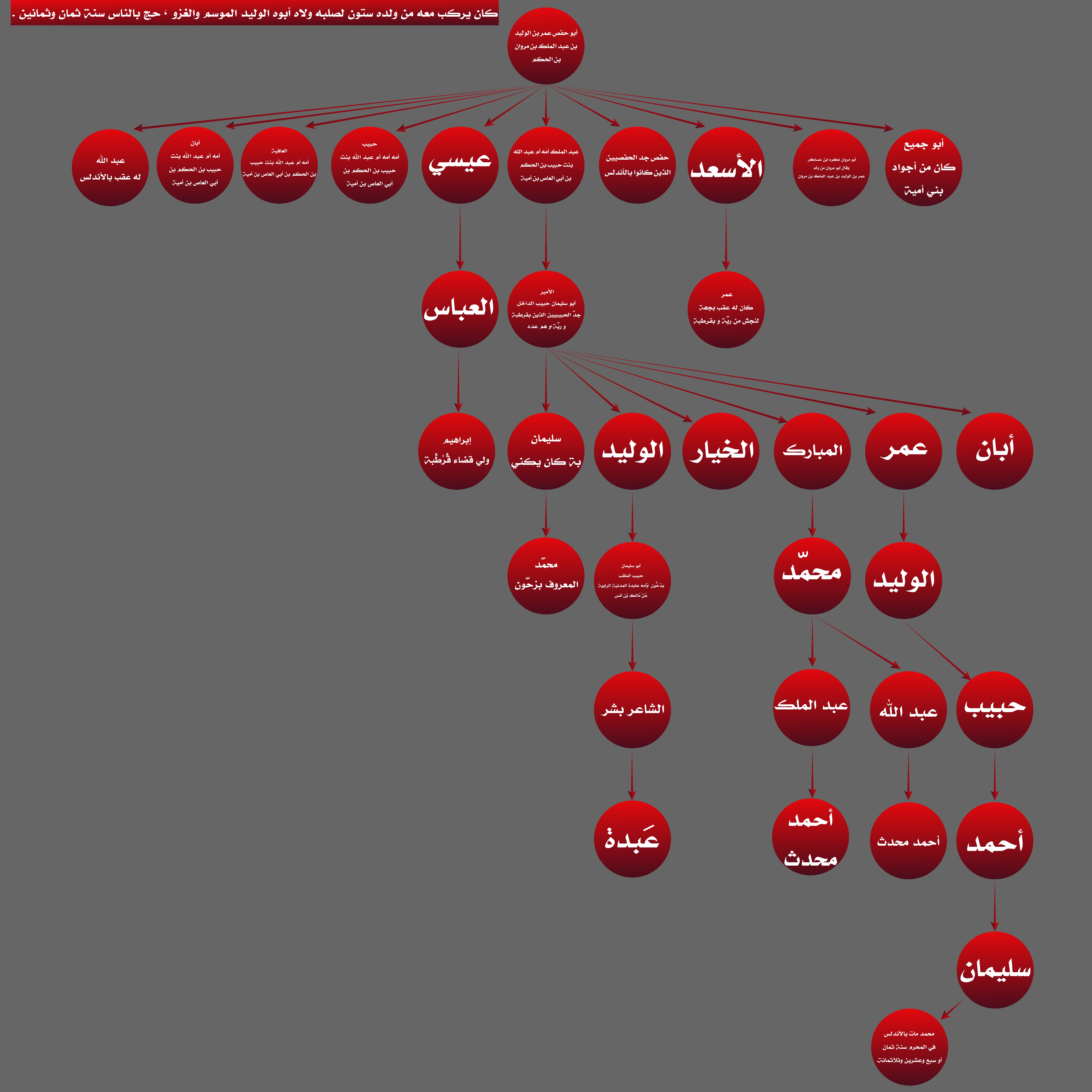
عقب الأمير عمر بن أمير المؤمنين الوليد بن عبد الملك بن مروان بن الحكم بن أبي العاص بن أمية بن عبد شمس الأموي القرشي

ولد عمر بن الوليد ستون ولدا ذكورا كانوا يركبون معه، وقال ابن عبد ربه في العقد الفريد بل تسعون أبنا ذكورا، وممن ذكروا منهم :
- حفص بن عمر بن الوليد بن عبد الملك بن مروان بن الحكم وبه كان يكني وهو جد الحفصيين الذين كانوا بالأندلس.
- الأسعد بن عمر بن الوليد بن عبد الملك بن مروان بن الحكم وولده عمر بن الأسعد بن عمر بن الوليد بن عبد الملك .
- عبد الملك بن عمر بن الوليد بن عبد الملك بن مروان بن الحكم ، أمه أم عبد الله بنت حبيب بن الحكم بن أبي العاص بن أمية ومن ولده حبيب بن عبد الملك وهو هو جدّ الحبيبيين الذين بقرطبة ورية، وهم عدد؛و كان لحبيب من الولد:سليمان، والمبارك، وعمر، وأبان، والخيار، والوليد، وعقبه بالأندلس .
- عيسي بن عمر بن الوليد بن عبد الملك بن مروان بن الحكم من ولده قاضى قرطبة إبراهيم بن العباس بن عيسى بن عمر بن الوليد بن عبد الملك .
- حبيب بن عمر بن الوليد بن عبد الملك بن مروان بن الحكم أمه أم عبد الله بنت حبيب بن الحكم بن أبي العاص بن أمية القرشية الأموية.
- أبان بن عمر بن الوليد بن عبد الملك بن مروان بن الحكم أمه أم عبد الله بنت حبيب بن الحكم بن أمية بن عبد شمس .
- العافية بن عمر بن الوليد بن عبد الملك بن مروان بن الحكم أمه أم عبد الله بنت حبيب بن الحكم بن أمية بن عبد شمس .
- أبو مروان ذكره ابن عساكر وقال أبو مروان من ولد عمر بن الوليد بن عبد الملك بن مروان .
- أبو جميع بن عمر بن الوليد بن عبد الملك ابن مروان بن الحكم بن أبي العاص الأموي كان من أجواد بني أمية .
- عبد الله بن عمر بن الوليد بن عبد الملك بن مروان بن الحكم له أبناء بالأندلس .

## قال ابن عساكر
عمر بن الوليد بن عبد الملك بن مروان بن الحكم بن أبي العاص بن أمية أبو حفص الأموي أمه كندية من ولد حجر بن عمرو وكان يقال له فحل بني مروان وكان يركب معه من ولده ستون لصلبه ولاه أبوه الوليد الموسم والغزو واستعمله على الأردن مدة ولايته حكى عن عمر بن عبد العزيز روى عنه أبو محروم 
أنبأنا أبو الحسن علي بن بركات الخشوعي نا أبو بكر الخطيب أنا أبو الحسن محمد بن أحمد بن رزقوية أنا أبو جعفر عبد الله بن إسماعيل بن إبراهيم الهاشمي نا أبو بكر بن أبي الدنيا حدثني أبي نا إسماعيل بن إبراهيم حدثني أبو محروم حدثني عمر بن الوليد قال خرج عمر بن عبد العزيز يوم الجمعة وهو ناحل الجسم فخطب كما كان يخطب ثم قال أيها الناس من أحسن منكم فليحمد الله ومن أساء فليستغفر الله ثم إن عاد فليستغفر الله ثم إن عاد فليستغفر الله فإنه لا بد لأقوام أن يعملوا أعمالا وظفها الله في رقابهم وكتبها عليهم 
أخبرنا أبو الحسين بن الفراء وأبو غالب وأبو عبد الله ابنا البنا قالوا أنا أبو جعفر بن المسلمة أنا أبو طاهر المخلص أنا أحمد بن سليمان نا الزبير بن بكار قال في تسمية ولد الوليد بن عبد الملك وعمر بن الوليد وذكر غيره لأمهات أولاد 
أخبرتنا أم البهاء بنت البغدادي قالت أنا أبو طاهر بن محمود أنا أبو بكر بن المقرئ نا أبو الطيب محمد بن جعفر نا عبيد الله بن سعد قال قال أبي سعد بن إبراهيم الزهري ثم حج بالناس عمر بن الوليد سنة ثمان وثمانين قال وغزا عمر بن الوليد أرض الروم فبلغ عسكره أردليه 
أخبرنا أبو محمد بن الأكفاني نا عبد العزيز الكتاني أنا أبو محمد بن أبي نصر أنا أبو القاسم بن أبي العقب أنا أحمد بن إبراهيم البسري نا محمد بن عائذ قال قال الوليد وفي سنة أربع وسبعين غزا العباس بن الوليد الصائفة اليسرى وعمر بن الوليد الصائفة اليمنى ولم يكن لأهل الجزيرة ذلك العام غزوة 
أخبرنا أبو غالب محمد بن الحسن أنا أبو الحسن السيرافي أنا أحمد بن إسحاق نا أحمد بن عمران نا موسى نا خليفة قال وأقام الحج يعني سنة ثمان وثمانين عمر بن الوليد بن عبد الملك قال وناخليفة قال في تسمية عمال الوليد على الشامات الأردن ابنه عمر بن الوليد حتى مات 
أخبرنا أبو القاسم بن السمرقندي أنا أبو بكر بن الطبري أنا محمد بن الحسين أنا عبد الله نا يعقوب قال وحج عامئذ يعني سنة ثمان وثمانين بالناس عمر بن عبد العزيز وقد قيل حج عمر بن الوليد بن عبد الملك ذكر أبو بكر محمد بن يحيى الصولي حدثني أحمد بن يزيد حدثني ابن أبي طاهر 
حدثني أبو تمام حدثني كرامة بن أبان العدوي حدثني رجل من عاملة من بني زهدم قال قال عدي بن الرقاع ما أسمعت عمر بن الوليد بن عبد الملك مديحا له قط إلا كدت أسمع حديث نفسه قال فوالله إني بعد هذا الحديث لفي مجلس عمر إذ أقبل عليه عدي فأنشده شعرا فيه فجاءه ببدرة فيها عشرة آلاف درهم فدفعها إليه 
قرأت على أبي غالب بن البنا عن أبي محمد الجوهري أنا أبو عمر بن حيوية أنا أحمد بن معروف إجازة نا الحسين بن الفهم نا محمد بن سعد أنا محمد بن عمر حدثني ابن أبي سبرة عن عبد المجيد بن سهيل قال رأيت عمر بن عبد العزيز وبدأ بأهل بيته فرد ما كان بأيديهم من المظالم ثم فعل ذلك بالناس بعد قال يقول عمر بن الوليد جئتم برجل من ولد عمر بن الخطاب فوليتموه عليكم ففعل هذا بكم 
كتب إلي أبو محمد عبد الرحمن بن حمد بن الحسن الدوني وأخبرني أبو الحسن سعد الخير بن محمد بن سهل عنه أنا أبو نصر أحمد بن الحسين بن محمد بن الكسار أنا أبو بكر أحمد بن محمد بن إسحاق بن السني أنا أبو عبد الرحمن أحمد بن شعيب بن علي النسائي أنا عمرو بن يحيى بن الحارث نا محبوب يعني ابن موسى أنا أبو إسحاق وهو الفزاري عن الأوزاعي قال كتب عمر بن عبد العزيز إلى عمر بن الوليد كتابا فيه وقسم أبيك لك الخمس كله وإنما سهم أبيك كسهم رجل من المسلمين وفيه حق الله وحق الرسول وذوي القربى واليتامى والمساكين وابن السبيل فما أكثر خصماء أبيك يوم القيامة فكيف ينجو من كثرت خصماؤ وإظهارك المعازف والمزمار بدعة في الإسلام ولقد هممت أن أبعث إليك من يجمتك جمة السوء 
أنبأنا أبو القاسم علي بن أحمد بن محمد بن بيان الرزاز أنا أبو القاسم عبد الملك بن محمد بن بشران سنة ثلاثين وأربعمائة أنا أبو بكر محمد بن الحسين بن عبد الله في المسجد الحرام نا أبو عبد الله محمد بن مخلد العطار حدثني سهل بن عيسى المروزي حدثني القاسم بن محمد بن الحارث المروزي نا سهل بن يحيى بن محمد المروزي أخبرني أبي عن عبد العزيز بن عمر بن عبد العزيز قال لما دفن عمر بن عبد العزيز سليمان بن عبد الملك وخرج من قبره سمع للأرض هدة أو رجة فقال ما هذه فقيل هذا مراكب الخلافة يا أمير المؤمنين قربت إليك لتركبها فقال ما لي ولها نحوها عني قربوا إلي بغلتي فقربت إليه بغلته فركبها فجاءه صاحب الشرط يسير بين يديه بالحربة فقال تنح عني ما لي ولك إنما أنا رجل من المسلمين فسار وسار معه الناس حتى دخل المسجد فصعد المنبر واجتمع الناس إليه فقال يا أيها الناس إني قد ابتليت بهذا الأمر عن غير رأي مني فيه ولا طلبة له ولا مشورة من المسلمين وإني قد خلعت ما في أعناقكم من بيعتي فاختاروا لأنفسكم فصاح الناس صيحة واحدة قد اخترناك يا أمير المؤمنين ورضيناك فل أمرنا باليمن والبركة فلما رأى الأصوات قد هدأت ورضي الناس به جميعا حمد الله عز وجل وأثنى عليه وصلى على النبي صلى الله عليه وسلم فقال أوصيكم بتقوى الله فإن تقوى الله خلف من كل شئ وليس من تقوى الله خلف فاعملوا لآخرتكم فإنه من عمل لآخرته كفاه الله أمر دنياه وأصلحوا سرائركم يصلح الله الكريم علانيتكم وأكثروا ذكر الموت وأحسنوا الإستعداد قبل أن ينزل بكم فإنه هادم اللذات وإن من لا يذكر من آبائه فيما بينه وبين آدم أبا لمعرق له في الموت وإن هذه الأمة لا تختلف في ربها عز وجل ولا في نبيها صلى الله عليه وسلم ولا في كتابها إنما اختلفوا في الدينار والدرهم وإني والله لا أعطي أحدا باطلا ولا أمنع أحدا حقا ثم رفع صوته حتى أسمع الناس فقال يا أيها الناس من أطاع الله فقد وجبت طاعته ومن عصى الله فلا طاعة له أطيعوني ما أطعت الله فإذا عصيت الله فلا طاعة لي عليكم ثم نزل فدخل فأمر بالستور فهتكت والثياب التي كانت تبسط للخلفاء فحملت وأمر ببيعها وإدخال أثمانها في بيت مال المسلمين ثم ذهب يتبوأ مقيلا فأتاه ابنه عبد الملك بن عمر فقال يا أمير المؤمنين ماذا تريد أن تصنع قال أي بني أقيل قال تقيل ولا ترد المظالم قال أي بني قد سهرت البارحة في أمر عمك سليمان فإذا صليت الظهر رددت المظالم قال يا أمير المؤمنين من لك أن تعيش إلى الظهر قال ادن مني أي بني فدنا منه فالتزمه وقبل بين عينيه وقال الحمد لله الذي أخرج من صلبي من يعينني على ديني فخرج ولم يقل وأمر مناديه أن ينادي ألا من كانت له مظلم فليرفعها فقام إليه رجل ذمي من أهل حمص أبيض الرأس واللحية فقال يا أمير المؤمنين أسألك كتاب الله قال وما ذاك قال العباس بن الوليد بن عبد الملك اغتصبني أرضي والعباس جالس فقال إ له يا عباس ما تقول قال أقطعنيها أمير المؤمنين الوليد بن عبد الملك وكتب لي بها سجلا فقال عمر ما تقول يا ذمي قال يا أمير المؤمنين أسألك كتاب الله عز وجل فقال عمر كتاب الله أحق أن يتبع من كتاب الوليد بن عبد الملك قم فاردد عليه يا عباس ضيعته فرد عليه فجعل لا يدع شيئا مما كان في يديه وفي يد أهل بيته من المظالم إلا ردها مظلمة مظلمة فبلغ ذلك عمر بن الوليد بن عبد الملك فكتب إليه إنك أزريت على من كان قبلك من الخلفاء وعبت عليهم وسرت بغير سيرتهم بغضا لهم وشنآنا لمن بعدهم من أولادهم قطعت ما أمر الله أن يوصل إذ عمدت إلى أموال قريش ومواريثهم فأدخلتها بيت المال جورا وعدوانا فاتق الله يا ابن عبد العزيز وراقبه إن شططت لم تطمئن على منبرك خصصت أولى قرابتك بالظلم والجور فوالذي خص محمدا (صلى الله عليه وسلم) بما خصه به لقد ازددت من الله عز وجل بعدا في ولايتك هؤلاء إن زعمت أنها عليك بلاء فأقصر بعض ميلك واعلم أنك بعين جبار وفي قبضته ولن تترك على هذا اللهم فسل سليمان بن عبد الملك عما صنع بأمة محمدصلى الله عليه وسلم فلما قرأ عمر بن عبد العزيز كتابه كتب إليه بسم الله الرحمن الرحيم من عبد الله عمر أمير المؤمنين إلى عمر بن الوليد السلام على المرسلين والحمد لله رب العالمين أما بعد فقد بلغني كتابك وسأجيبك بنحو منه أما أول شأنك ابن الوليد كما زعم فأمك بنانة أمة للسكون كانت تطوف في سوق حمص وتدخل في حوانيتها ثم الله أعلم بما اشتراها دينار بن دينار من فئ المسلمين فأهداها لأبيك فحملت بك فبئس المحمول وبئس المولود ثم نشأت فكنت جبارا عنيدا تزعم أني من الظالمين إن حرمتك وأهل بيتك في الله عز وجل الذي هو حق القرابة والمساكين والأرامل وإن أظلم مني وأترك لعهد الله من استعملك صبيا سفيها على جند المسلمين تحكم فيهم برأيك ولم تكن له في ذلك نية إلا حب الوالد لولده فويل لك وويل لأبيك ما أكثر خصماؤكما يوم القيامة كيف ينجو أبوك من خصمائه وإن أظلم مني وأترك لعهد الله من استعمل الحجاج بن يوسف على خمسي العرب يسفك الدماء الحرام ويأخذ المال الحرام وإن أظلم مني وأترك لعهد الله من استعمل قرة بن شريك أعرابيا جافيا على مصر أذن له في المعازف واللهو والشرب وإن أظلم مني وأترك لعهد الله من جعل لعالية البربرية سهما في خمسي العرب فرويد يا ابن بنانة فلو التقت حلقتا البطنان ورد الفتى إلى أهله لتفرغت لك ولأهل بيتك فوضعتكم على المحجة البيضاء فطال ما تركتم الحق وأخذتم في بنيات الطرق وما وراء هذا من الفضل ما أرجو أن أكون رأيته بيع رقبتك وقسم ثمنك بين اليتامى والمساكين والأرامل فإن لكل فيك حقا والسلام علينا ولا ينال سلام الله الظالمين فلما بلغت الخوارج سيرة عمر وما رد من المظالم اجتمعوا فقالوا ما ينبغي لنا أن نقاتل هذا الرجل .